# Osjet ugode
Osjet ugode je pokazatelj temperature zraka kako je tijelo subjektivno osjeća. Ovisno o meteorološkim uvjetima koji utječu na razmjenu topline između tijela i okolnog zraka, osjet se može razlikovati od stvarne temperature.

## Čimbenici
Na osjet ugode utječu meteorološki i nemeteorološki uvjeti, koji djeluju kombinirano.
- Meteorološki uvjeti su
  - Temperatura je najvažniji čimbenik od koga ovisi osjet topline ili hladnoće.
  - Strujanje zraka pospješuje odvođenje topline i rashlađuje tijelo; ljeti ublažava osjet topline, a zimi pojačava osjet hladnoće.
  - Vlažnost zraka utječe na sposobnost isparavanja tijela, koje se znojenjem hladi; prevelika vlaga kod toplog vremena sprječava znojenje i javlja se osjećaj sparine.
  - Izloženost suncu direktno utječe na zagrijavanje tijela i povišenje temperature.

- Nemeteorološki uvjeti su
  - Odjevenost je čimbenik na koji se može utjecati. Količinom odjeće određuje se količina topline koju tijelo razmijenjuje s okolinom.
  - Aktivnost je također čimbenik na koji se može utjecati i treba ga prilagoditi temperaturi.
  - Izloženost ili zaklonjenost utjecajima (suncu, vjetru) se može regulirati i time popraviti osjet ugode.

## Pokazatelji
Meteorološke službe na različite načine vrše izračun pokazatelja osjeta ugode, na osnovu meteoroloških uvjeta.
Državni hidrometeorološki zavod računa indeks toplinske ugode koji je klasificiran u devet kategorija, od iznimno hladnog (oznaka -4), preko ugodnog (oznaka 0) do iznimno vrućeg (oznaka +4). Za prognozu se podrazumijeva aktivnost lagane šetnje (3,2 km/h), "u hladu" (bez direktne izloženosti suncu).
Druge meteorološke službe računaju posebno "indeks topline" i "indeks hlađenja", a daju ih i u obliku tablica.

## Vanjske poveznice
- Kalkulator indeksa topline, NOAA  Arhivirana inačica izvorne stranice od 12. kolovoza 2011. (Wayback Machine) (en.)
- Osjet ugode, tablice i formule, Meteorološka služba Australije (en.)